# Petrove (huyện)
Huyện Petrove (tiếng Ukraina: Петрівський район, chuyển tự: Petroves’kyi raion) là một huyện của tỉnh Kirovohrad thuộc Ukraina. Huyện Petrove có diện tích 1195 km², dân số theo điều tra dân số ngày 5 tháng 12 năm 2001 là 28978 người với mật độ 24 người/km2. Trung tâm huyện nằm ở Petrove.